# Reprezentacja Finlandii w hokeju na lodzie kobiet
Reprezentacja Finlandii w hokeju na lodzie kobiet – jedna z najlepszych drużyn świata w hokeju kobiecym. Obecnie znajduje się na trzecim miejscu w rankingu IIHF. Występowała dotychczas we wszystkich edycjach Mistrzostw Świata oraz w czterech dotychczas rozegranych turniejach olimpijskich.
Kobieca reprezentacja Finlandii w hokeju na lodzie jest jednym z najbardziej utytułowanych zespołów w tym sporcie. Dziewięciokrotnie zdobyły brązowe medale i trzykrotnie były na czwartym miejscu podczas mistrzostw świata. W igrzyskach olimpijskich zdobyły dwa brązowe medale podczas igrzysk w Nagano oraz Vancouver. Zespół jest kontrolowany przez federację Suomen jääkiekkoliitto. W Finlandii zarejestrowanych jest 3527 zawodniczek.

## Starty w Mistrzostwach Świata
- 1990 - 3. miejsce
- 1992 - 3. miejsce
- 1994 - 3. miejsce
- 1997 - 3. miejsce
- 1999 - 3. miejsce
- 2000 - 3. miejsce
- 2001 - 4. miejsce
- 2003 - mistrzostwa nie odbyły się
- 2004 - 3. miejsce
- 2005 - 4. miejsce
- 2007 - 4. miejsce
- 2008 -  3. miejsce
- 2009 - 3. miejsce
- 2011 - 3. miejsce

## Starty w Igrzyskach Olimpijskich
- 1998 - 3. miejsce
- 2002 - 4. miejsce
- 2006 - 4. miejsce
- 2010 - 3. miejsce